# مزرعة الله قلي (بالش)
مزرعة الله قلي (بالفارسية: مزرعه الله‌قلی) هي قرية تقع في إيران في البلدة المركزية.